# فهرست بخش‌های استان بوشهر
استان بوشهر دارای ۱۰ شهرستان و ۲۶ بخش است.
فهرست بخش های استان بوشهر سرشماری مرکز آمار ایران در سال ۱۳۹۵

## فهرست بخش های مرکزی شهرستان ها
لیست ۱۰ بخش مرکزی شهرستان های استان بوشهر
| ردیف | بخش       | شهرستان | جمعیت سال ۱۳۹۵ |
| ---- | --------- | ------- | -------------- |
| ۱    | بخش مرکزی | بوشهر   | ۲۵۹،۷۰۰        |
| ۲    | بخش مرکزی | دشتستان | ۱۴۵،۴۶۰        |
| ۳    | بخش مرکزی | گناوه   | ۱۰۷،۸۰۱        |
| ۴    | بخش مرکزی | کنگان   | ۸۶،۱۵۴         |
| ۵    | بخش مرکزی | جم      | ۵۷،۰۳۷         |
| ۶    | بخش مرکزی | عسلویه  | ۵۶،۲۵۵         |
| ۷    | بخش مرکزی | دشتی    | ۵۱،۶۲۵         |
| ۸    | بخش مرکزی | دیر     | ۴۰،۹۷۰         |
| ۹    | بخش مرکزی | تنگستان | ۴۱،۱۵۷         |
| ۱۰   | بخش مرکزی | دیلم    | ۲۹،۹۵۵         |

## فهرست بخش های تابعه شهرستان ها
لیست ۱۶ بخش تابعه شهرستان های استان بوشهر
| ردیف | بخش           | شهرستان | جمعیت سال ۱۳۹۵ |
| ---- | ------------- | ------- | -------------- |
| ۱    | بخش دلوار     | تنگستان | ۳۶،۴۸۱         |
| ۲    | بخش سعدآباد   | دشتستان | ۳۳،۵۱۳         |
| ۳    | بخش چغادک     | بوشهر   | ۳۰،۶۵۹         |
| ۴    | بخش کاکی      | دشتی    | ۲۵،۲۸۳         |
| ۵    | بخش آب پخش    | دشتستان | ۲۳،۱۳۲         |
| ۶    | بخش شبانکاره  | دشتستان | ۲۲،۳۶۸         |
| ۷    | بخش سیراف     | کنگان   | ۲۱،۲۸۸         |
| ۸    | بخش چاه مبارک | عسلویه  | ۱۷،۷۰۳         |
| ۹    | بخش ریگ       | گناوه   | ۱۳،۸۲۵         |
| ۱۰   | بخش ارم       | دشتستان | ۱۳،۶۶۰         |
| ۱۱   | بخش ریز       | جم      | ۱۲،۹۷۳         |
| ۱۲   | بخش بوشکان    | دشتستان | ۱۲،۹۴۳         |
| ۱۳   | بخش بردخون    | دیر     | ۱۱،۱۱۳         |
| ۱۴   | بخش آبدان     | دیر     | ۸،۵۲۹          |
| ۱۵   | بخش خارگ      | بوشهر   | ۸،۱۹۳          |
| ۱۶   | بخش امام حسن  | دیلم    | ۴،۸۶۶          |